# 성왕사
성왕사(聖王寺)는 충청남도 서산시에 있는 사찰이다. 